# Svärta kyrka
Svärta kyrka är en kyrka som tillhör Nyköpings församling i Strängnäs stift. Kyrkan ligger i nordligaste delen av Svärta socken i Nyköpings kommun. 

## Kyrkobyggnaden
Ursprungliga kyrkan uppfördes på 1200-talet. Av denna kyrka som varit korsformig återstår sakristians norra vägg samt västra gaveln. Kyrktornet tillkom på 1400-talet. Ett vapenhus tillkom på södra sidan i slutet av medeltiden. Vid en ombyggnad 1689 flyttades vapenhuset till tornets bottenvåning, samtidigt som kyrkan breddades i nordväst och sydväst och det gamla vapenhuset inkluderades i kyrkorummet. En om- och nybyggnad genomfördes 1802 då merparten av kyrkan revs och bara tornet lämnades orört, kyrkan förlängdes då åt öster och fick ett nytt rundat kor. Under 1860-talet gjorde arkitekten Adrian Crispin Peterson ritningar för en ny tornöverbyggnad för kyrkan, men som inte genomfördes.

## Kyrkogården
En karta över kyrkogården från 1714 visar att den i väster haft samma utsträckning som idag, i norr och söder gick den nära kyrkan, där en terrassmur utvisar den äldre kyrkans utbredning. Bogårdsmuren var försedd med ett tjärat spåntak, och hade två ingångar försedda med stigluckor. Stora ingångens stiglucka revs 1794 och ersattes av murade grindstolpar. I västra delen av kyrkogården står två små vitputsade gravkor, uppförda i nyantik stil, det ena uppfördes för Sjösa 1827 och det andra för Norshammars bruk vid ungefär samma tid. I Norshammars gravkor vilar bland andra medlemmar av ätterna Berchner och Örnsköld.

## Inventarier
- Predikstolen är daterad till 1640-talet och tillskriven mästersnickaren Hans Behm, den hade fram till 1823 sin plats i långhusets nordöstra hörn, Vid en restaurering 1873 tillkom den spiralvridna kolonnen under korgen.
- Altartavlan utfördes 1807 av Pehr Hörberg och har motivet Jungfru Marie kyrkogång.
- Dopfunten höggs 1932 efter ritningar av arkitekt Arre Essén. Foten till en äldre dopfunt, troligen ett gotländskt arbete från 1200-talet finns bevarat som grund för pelaren som predikstolen vilar på. Den var i bruk ännu på 1600-talet. En dopskål i tenn är tillverkad i Nyköping 1827.
- Några medeltida föremål finns inte bevarade i kyrkan bortsett från foten till dopfunten. I kyrkomuseet i Strängnäs fanns dock ett sakramentshus från omkring 1450 som ursprungligen kommit från Svärta kyrka.

## Klockor
Kyrkan har tre klockor. Den största skänktes till kyrkan 1656 till minne av Erik Ryning som bland annat ägde Sjösa och hans hustru Maria Elisabeth Kurtzel, och göts av mäster Jurgen Putensen i Stockholm. Mellanklockan göts 1839 i Stockholm av F. Scipel och J. Liljendal och skänktes till kyrkan av friherre B. A. Löwen på Sjösa. Lillklockan skänktes 1687 av det friherrliga herrskapet på Sjösa. Den förstördes av ett blixtnedslag och omgöts 1736 på bekostnad av Vendela Stålarm på Sjösa.

## Kyrksilver
En kalk och en patén i förgyllt silver med motiv av kristus på korset skänktes till kyrkan av Gerhard von Berchner 1708. Kyrkan har två vinkannor, en i silver och en i tenn. Silverkannan är tillverkad 1755 av guldsmeden J. F. Sickman i Stockholm, och skall ha tillverkats av materialet från en äldre jämte silver från en gammal mässhake. Arbetskostnaden för den nya kannan bekostades av generalmajor Fabian Löwen på Sjösa. Tennkannan inköptes 1736 och är tillverkad i Nyköping. En oblatsask i silver är tillverkad av Carl Gustaf Björkman, mästare i Nyköping 1735–1745. Kyrkans sockenbudstyg är tillverkat 1777 av guldsmeden Anders Ulfsberg i Nyköping, vid tillverkningen användes silver från ett äldre sockenbudstyg. 
Kyrkans brudkrona inköptes 1773, stämplarna döljs av de på ringen fastsatta ornamenten och kan inte läsas.

## Textilier
I kyrkan finns ett antependium, sammansatt av ursprungligen röda siden- och sammetsvåder. Det pryds av initialerna AS och MK och årtalet 1702, vilket syftar på ägarna till Sjösa, Axel Stålarm och hans hustru Maria Kyle. I kyrkan finns även en mässhake i sammet med vapensköldar och årtalet 1708 den skänktes till kyrkan 1708 av Gerhard von Berchner. En kalkduk av rött siden med åttkantigt mittfält av vitt siden och med rika broderier av guldtråd och silke i flera färger. Bland broderierna förekommer mänger med krigiska emblem som pukor, trummor, spjut, fanor, koger och kroksablar. Kalkduken är troligen ett polskt arbete från omkring 1700. 

## Ljusredskap
Kyrkan har fyra ljuskronor i malm, Den östligaste är en liten med spår av försilvring och sex armar. Den förefaller ursprungligen vara gjord för profant bruk. Kronan skänktes till kyrkan 1758 av kommissarie Lorens Gustaf Jerlin, men måste då ha varit gammal. Den därnäst med åtta armar har en lutspelande kvinna på klotet upptill och inskriften: "Gudz Namns ära - Hans församlings Tienst - och sijna föräldrars minne- är Tenna Kronan förärad - Till Sverta Kyrkia af - Samuel Helstedt". Helstedt var befallningsman på Ånga säteri omkring 1720, men kronan torde då ha varit närmare 50 år gammal. Nästa krona med 16 armar skänktes till kyrkan 1720 av grevinnan Stålarm på Sjösa, inte heller denna krona var ny då den skänktes och torde vara tillverkad vid mitten av 1600-talet. Den sista ljuskronan med åtta armar pryd av en mantelklädd figur och en mängd blad och prydnadsblommor skänktes 1686 till kyrkan av ryttmästare Planting och torde då ha varit ny. Tre lika ljusplåtar i mässing från omkring 1700 uppges vara skänkta från Sjösa, när är dock inte känt. Ytterligare två ljusplåtar är snarlika men något yngre, från tidigt 1700-tal. En fyrarmad altarstake härrör från omkring 1600. Vidare finns ett par ljusstakar i pressad försilvrad mässing från 1600-talets senare del. Dessutom finns några par tennljusstakar, ena paret med åttkantig fotplatta är av en typ som blev modern runt 1670, det andra paret med fyrkantig fotplatta härrör från början av 1700-talet. Ett par mindre ljusstakar med ljushållare i form av en urna är enligt stämplarna tillverkade 1787.

## Gravminnen
I kormuren finns inmurad en gravsten som framställer ett par - mannen i rustning med hjälm och handskar avlagda och kvinnan i 1500-talsdräkt. Vapensköldarna visar att paret är Jon Karleson till Mem i Östergötland som stupade i slaget vid Norrby 1568 och hans hustru Agneta Arentsdotter (Örnflycht) till Sjösa.

### Orgel
- Orgeln är kyrkans första. Byggd 1862 av Per Larsson Åkerman, Stockholm. Den kompletterades 1918 med 2 stämmor av Åkerman & Lund, Sundbybergs köping. Orgeln är mekanisk och har ett tonomfång på 54/18.

| Manual           | Pedal   | Koppel      |  |
| Borduna 16’ B/D  | Bihängd | Man 4'/Man. |  |
| Principal 8'     |         |             |  |
| Rörfleut 8'      |         |             |  |
| Salicional 8'    |         |             |  |
| Gamba 8'         |         |             |  |
| Octava 4'        |         |             |  |
| Fleut 4'         |         |             |  |
| Octava 2'        |         |             |  |
| Cornett 4 chor D |         |             |  |

### Webbkällor
- Svenska kyrkans hemsida
- Strängnäs stift